# 上海市静安区止园路小学
上海市静安区止园路小学是位于上海前闸北区现静安区青云路止园路的小学，学校最出名的是足球特色教育，曾经培养出了范志毅、刘军等上海队和中国国家队成员。此外乒乓球运动员王励勤也曾就读于此。

## 著名球员
- 柳海光
- 蔡建林
- 范志毅
- 刘军
- 申思
- 范赟
- 霍智宇
- 卞军
- 李彦
- 郑科伟
- 周毅
- 詹可强
- 王赟